# Maurits Hansen
Maurits Hansen, Maurits Christopher Hansen, född 5 juli 1794 i Modum, död 16 mars 1842 i Kongsberg. Norsk författare, lärare och rektor. Efter att ha arbetat som lärare i Trondheim blev han rektor vid Kongsberg middelskole.
Hansen hade en betydande litterär produktion. Han inledde det självständiga Norges första författarskap och anammade de nationalromantiska idéerna och han räknas som skaparen av den norska romanen. Hans författarskap sträckte sig över många olika genrer, han räknas som författaren till den första norska bondeberättelsen och av vissa som författaren till världens första kriminalroman, då hans Mordet på Maskinbygger Rolfsen kom ut 1839, två år före Edgar Allan Poes Morden på Rue Morgue, som ofta anges som världens första verkliga litterära kriminalgåta.
Han är mest känd för sina noveller, flera av dessa kan också karakteriseras som kriminalberättelser. Hansen var själv inspirerad av sir Walter Scott och ska själv varit en inspirationskälla för Henrik Ibsen, som lärde sig sin berättarteknik av Hansens texter.

## Böcker utgivna på svenska[1]
- 1820 - Othar af Bretagne
- 1821 - Sällskaps-läsning
- 1821 - Palmyra
- 1990 - Mordet på maskinbygger Rolfsen, ingår i Morden i Norden - nordiska kriminalberättelser före Edgar Allan Poe ISBN 91-87678-09-8